# Andrzej Ruszkowski (1910–2002)
Andrzej Hubert Ruszkowski (ur. 3 listopada?/16 listopada 1910 w Kijowie, zm. 21 kwietnia 2002 w Ottawie) – prawnik, filmoznawca, wykładowca akademicki, narodowiec.

## Życiorys

### Rodzina
Jego rodzina miała korzenie szlacheckie (herb Pobóg). Ojciec Jan (1884-1951) był okulistą, profesorem na Wydziale Medycznym Uniwersytetu Warszawskiego, związanym politycznie z ruchem narodowym. Matka Janina Adela (1886-1937) pochodziła z rodziny Sobolewskich. Miał jedną młodszą o dwanaście lat siostrę – Janinę, której mężem był Wojciech Kościelski (herbu Ogończyk). Jego żoną była absolwentka prawa na UW Kornelia Irena Loga (herbu Kopacz), adwokat, radca prawny, sędzia nierozerwalności węzła małżeńskiego Sądu Archidiecezjalnego w Ottawie. Mieli czworo dzieci: Jeana Paula, Marię (zamężną Babińską), Andrzeja i Jana.

### Wykształcenie i zaangażowanie społeczno-polityczne
Uczęszczał do Państwowego Gimnazjum im. Adama Mickiewicza w Warszawie, gdzie w 1928 zdał maturę. Następnie od 1928 studiował prawo na Uniwersytecie Warszawskim (do 1932). Należał do Stowarzyszenia Katolickiej Młodzieży Akademickiej (zdominowanej przez narodowców), Bratniej Pomocy i Koła Młodych Prawników. Politycznie związał się z Obozem Wielkiej Polski, był również członkiem Młodzieży Wszechpolskiej. Obronił doktorat na temat L’Oeuvre cinématographique et le droit d’auteur. Étude de droit français, de droit comparé et des conventions internationales na Uniwersytecie Lille.
Należał do ONR, a potem do ONR „ABC”. Wchodził w skład niejawnej struktury nazywającej się Organizacją Polską na jej najwyższym poziomie – „A” (Komitet Polityczny).

### Praca zawodowa i działalność publicystyczna
Po ukończeniu studiów rozpoczął aplikację adwokacją i na początku 1939 jego nazwisko znalazło się na liście adwokackiej. Już wcześniej był sekretarzem i radcą prawnym Polskiego Związku Producentów Filmowych. Był sekretarzem Komisji Prawnej w Międzynarodowej Izbie Filmowej. Od czerwca 1939 był prezesem Zrzeszenia Młodych Prawników w Polsce. Jako krytyk filmowy publikował artykuły w piśmie „ABC”, „Wieczorze Warszawskim”, „Wiadomościach Filmowych” i „Filmie”.

### II wojna światowa
Ruszkowski ewakuował się z ojcem i siostrą we wrześniu 1939 do Rumunii, a następnie do Francji. W Paryżu stanął na czele Biura Filmowego w Centrali Informacji i Dokumentacji, przekształconej następnie w Ministerstwo Informacji i Dokumentacji (na czele ze Stanisławem Strońskim). Przed ewakuacją rządu do Wielkiej Brytanii jako ochotnik został Delegatem PCK na obszar okupowanej Francji. Po wkroczeniu Niemców współpracował z Résistance. Po oswobodzeniu Paryża przez aliantów zorganizował biuro PCK.

### Okres powojenny

#### Działalność polonijna
Do początku lat 50. działał w środowiskach polonijnych. Był aktywny w reaktywowanej Organizacji Polskiej, współtworzył Stowarzyszenie „Ogniwo”, którego celem była pomoc Polakom na emigracji w powrocie do normalnego życia po wojnie. W „Ogniwie” czołową rolę odgrywali członkowie OP. Stowarzyszenie roztoczyło opiekę m.in. nad byłymi żołnierzami Brygady Świętokrzyskiej. Dawni działacze ONR utworzyli tajny Komitet Wykonawczy „Zakonu Narodowego”. Na zjazdach tego gremium, pod wpływem Ruszkowskiego uznano, że „jedynym światopoglądem, który może uratować Europę, a dzięki temu również sprawę polską, jest chrześcijaństwo”. Środowiska reaktywowanej OP i „Ogniwa” utrzymywały kontakty z kontrwywiadem francuskim, efektem czego była akcja szkoleniowa i plany utworzenia polskiej dywizji w armii francuskiej.

#### Aktywność filmoznawcza
Od zakończenia wojny utrzymywał kontakty z organizacjami filmowymi: z Katolicką Centralą Filmową w Paryżu, od 1946 z Międzynarodową Katolicką Organizacją Filmową (był jej sekretarzem generalnym do spraw kontaktów z przemysłem filmowym, UNESCO i innymi organizacjami). Był redaktorem naczelnym „International Film Reviev” (pismo wydawano w języku angielskim, francuskim i hiszpańskim). Był członkiem jury na festiwalach: w Cannes, w Wenecji, w Punta del Este.

#### Praca naukowa
Od 1952 przez szesnaście lat wykładał na Papieskim Uniwersytecie Katolickim w Peru (na Wydziałach Prawa, Ekonomii i Nauk Społecznych). Był redaktorem naczelnym tygodnika archidiecezji Lima „Actualidad” (1962-1964). Komitet Biskupów Ameryki Łacińskiej ustanowił go w 1964 wicedyrektorem biura prasowego w czasie trzeciej sesji soboru watykańskiego II. Został także doradcą Papieskiej Komisji do Spraw Masowej Komunikacji i uczestniczył w przygotowaniu dokumentu „Communio et Progressio” z 1971. W latach 1966–1967 przebywał w Stanach Zjednoczonych na stypendium Fulbrighta (socjologiczne badanie kariery aktora Sidneya Poitiera) oraz prowadził wykłady na Uniwersytecie Loyola w Chicago na temat „Etyka a prawo naturalne”. W 1967 przeprowadził wykłady z komunikacji społecznej na Saint Paul University w Ottawie. Od 1968 prowadził tam zajęcia na stałe, w związku z czym rodzina przeniosła się z Ameryki Łacińskiej do Kanady. Założył Instytut Komunikacji Społecznej na macierzystej uczelni. Przyczynił się do powstania Wydziału Komunikacji Społecznej na Uniwersytecie Ottawskim.
W 1974 współtworzył Oddział Ottawski Polskiego Instytutu Naukowego. W drugiej połowie lat 70. zaangażował się w prace Północno-Amerykańskiego Studium do Spraw Polskich. W prace Studium byli zaangażowani m.in. dawni żołnierze i oficerowie Brygady Świętokrzyskiej.
W 1976 przeszedł na emeryturę w obu uniwersytetach, nadal jednak utrzymywał współpracę z uczelnią św. Pawła. Współpracował też z Biurem Komunikacji Społecznej Episkopatu Kanady oraz z Międzynarodową Katolicką Organizacją Filmową.
Prowadził zajęcia w Międzydyscyplinarnym Ośrodku Badań Komunikacji Społecznej na Uniwersytecie Gregoriańskim w Rzymie (1983-1984 i 1985-1986). Papieżem był wtedy Jan Paweł II, którego poznał wcześniej jako biskupa i uczestnika II soboru watykańskiego.

## Odznaczenia i wyróżnienia[10]
- Krzyż Srebrny Zasługi z Mieczami, Londyn 1945
- Krzyż Komandorski Orderu św. Grzegorza Wielkiego, 1952
- Doktor honoris causa w dziedzinie prawa na Université de Montréal, 1962
- Krzyż Kawalerski Orderu Palm Akademickich
- Krzyż Komandorski Orderu Zasługi Rzeczypospolitej Polskiej, 2002 (pośmiertnie)

## Upamiętnienie
Jedna z sal wykładowych na Uniwersytecie Ottawskim została nazwana imieniem Ruszkowskiego w kwietniu 1988. Na tej uczelni Wydział Komunikacji Społecznej ufundował stypendium im. Profesora Ruszkowskiego dla studenta na poziomie bakałarza.

## Publikacje
- L’Oeuvre cinématographique et les droits d’auteur, étude de droit français, de droit comparé et des conventions internationales, Paris 1936
- Cinéma, Art Nouveau, Lyon 1946
- El Comunismo, Barcelona 1965
- The Cinema of Sidney Poitier, San Diego-New York 1980 z Lester J. Kayser